# Pimpinella litvinovii
Pimpinella litvinovii är en flockblommig växtart som beskrevs av Boris Konstantinovich Schischkin. Pimpinella litvinovii ingår i släktet bockrötter, och familjen flockblommiga växter. Inga underarter finns listade i Catalogue of Life.